# Hrib, Črnomelj
Hrib je naselje v Občini Črnomelj. Ustanovljeno je bilo leta 2000 iz dela ozemlja naselja Breg pri Sinjem Vrhu. Leta 2015 je imelo 32 prebivalcev.